# Сакукаво
Сакукаво (груз. საკუკავო) — село в Грузії.
За даними перепису населення 2014 року в селі проживає 382 особи.